# Žernov, Semily
Žernov là một làng thuộc huyện Semily, vùng Liberecký, Cộng hòa Séc.